# 제네시스 네오룬
제네시스의 초대형 전동화 SUV 콘셉트카

## 상세
2024년 3월 26일, 미국 뉴욕 맨해튼에 위치한 제네시스 하우스 뉴욕에서 최초 공개됐다. 네오룬(NEOLUN)은 새롭다는 의미의 'Neo'와 달을 뜻하는 'Luna'의 조합으로 기존 럭셔리 차량과 차별화되는 제네시스만의 미래 지향적인 혁신 가치를 제공한다는 의미를 담고 있다.
외관은 차량 앞뒤 문 사이를 연결하는 B필러가 없고, 앞문과 뒷문이 서로 마주보며 열리는 ‘B필러리스 코치도어(B-pillarless Coach Door)’가 적용됐다. ‘미드나잇 블랙 & 마제스틱 블루’ 투 톤 컬러가 적용됐으며 전·후면 램프, 보조 제동 등이 일체화됐다.
실내는 손님을 존중하고, 정을 나누는 한국 고유의 '환대 문화'를 현대적으로 재해석했다. 1열 시트는 회전 기능이 적용되었으며 한국의 전통 난방 방식인 온돌에서 영감을 받은 복사열 난방 시스템이 적용되어 차량 내부의 대시보드와 도어 트림, 바닥, 시트백, 콘솔 사이드 등에 복사난방 필름을 부착해 저전력 고효율 난방이 가능하다.
실내 앞쪽에 자리한 크리스탈 스피어 스피커는 사용하지 않을 때는 인테리어 요소로 활용되고, 사용할 때는 고음역 트위터 스피커로 활용된다.

## 같이 보기
현대자동차그룹
제네시스
전기차